# The United States Steel Hour
The United States Steel Hour is een Amerikaanse live dramaserie, die oorspronkelijk tussen 1953 en 1963 werd uitgezonden door CBS. Meer dan 200 afleveringen verspreid over 10 seizoenen werden uitgezonden. Elke aflevering vertelde iets over een sociaal aspect van de Amerikaanse samenleving. De serie werd in zijn loop vier keer genomineerd voor een Emmy en er werden twee Emmy's binnengesleept. Vele bekende persoonlijkheden verschenen in gastrollen, waaronder Paul Newman, George Peppard, Carroll O'Connor, Robert Culp en Ralph Bellamy.